# Fleet Foxes
Fleet Foxes ist eine US-amerikanische Band aus Seattle. Das Quintett beschreibt seine Musik selbst als „baroque harmonic pop jams“.

## Geschichte
2006 gab die Band unter dem Namen Fleet Foxes erste kleine Live-Konzerte. In ihrem zweiten Bandjahr spielte sie während einer ausgedehnten Tour unter anderem gemeinsam mit den Folk-Rockern Blitzen Trapper in ausverkauften Hallen. Zudem war sie 2008 als Supportact von Elbow und Wilco unterwegs.
Ihr Debütalbum Fleet Foxes erschien in den USA am 3. Juni 2008 auf dem Label Sub Pop. In Europa wurde es bei Bella Union verlegt. Das Album erntete nach Erscheinen positive Kritiken in der Fachpresse. Der Stil der Band wurde mit der psychedelischen Popmusik der 1960er und 1970er Jahre, insbesondere Formationen wie The Byrds, Crosby, Stills & Nash und The Beach Boys verglichen.
Im September 2010 gab Sänger Robin Pecknold bekannt, dass die Aufnahmen zum zweiten Album abgeschlossen seien. Das neue Album namens Helplessness Blues erschien am 29. April 2011. Die Band wurde für ihr zweites Album auf sechs Mitglieder aufgestockt, und neue Instrumente wie Zither, Kontrabass und Steelguitar erweitern nun das Klangbild. Im Zentrum der Songs stehen allerdings weiterhin die vielstimmigen Chorsätze. Auf die Veröffentlichung des neuen Albums folgte eine Tour durch die USA, Großbritannien, Deutschland, Spanien und Irland. Das dritte Album Crack Up wurde am 16. Juni 2017 veröffentlicht.

## Diskografie

### Alben
| Jahr | Titel                  | Höchstplatzierung, Gesamtwochen, AuszeichnungChartplatzierungen (Jahr, Titel, Platzierungen, Wochen, Auszeichnungen, Anmerkungen) | Höchstplatzierung, Gesamtwochen, AuszeichnungChartplatzierungen (Jahr, Titel, Platzierungen, Wochen, Auszeichnungen, Anmerkungen) | Höchstplatzierung, Gesamtwochen, AuszeichnungChartplatzierungen (Jahr, Titel, Platzierungen, Wochen, Auszeichnungen, Anmerkungen) | Höchstplatzierung, Gesamtwochen, AuszeichnungChartplatzierungen (Jahr, Titel, Platzierungen, Wochen, Auszeichnungen, Anmerkungen) | Höchstplatzierung, Gesamtwochen, AuszeichnungChartplatzierungen (Jahr, Titel, Platzierungen, Wochen, Auszeichnungen, Anmerkungen) | Anmerkungen                                              |
| Jahr | Titel                  | DE | AT | CH | UK | US | Anmerkungen                                              |
| ---- | ---------------------- | --- | --- | --- | --- | --- | -------------------------------------------------------- |
| 2008 | Fleet Foxes            | DE51 (4 Wo.)DE | — | — | UK3 Platin · (67 Wo.)UK | US36 Platin · (43 Wo.)US | Erstveröffentlichung: 2. Juni 2008 Verkäufe: + 1.315.000 |
| 2011 | Helplessness Blues     | DE11 (5 Wo.)DE | AT29 (4 Wo.)AT | CH31 (2 Wo.)CH | UK2 Gold · (14 Wo.)UK | US4 Gold · (23 Wo.)US | Erstveröffentlichung: 29. April 2011 Verkäufe: + 615.000 |
| 2017 | Crack-Up               | DE25 (2 Wo.)DE | AT29 (1 Wo.)AT | CH26 (2 Wo.)CH | UK9 (4 Wo.)UK | US9 (3 Wo.)US | Erstveröffentlichung: 16. Juni 2017                      |
| 2020 | Shore                  | DE5 (2 Wo.)DE | AT50 (1 Wo.)AT | CH13 (2 Wo.)CH | UK5 (2 Wo.)UK | US28 (3 Wo.)US | Erstveröffentlichung: 22. September 2020                 |
| 2022 | A Very Lonely Solstice | — | — | CH57 (1 Wo.)CH | — | — | Livealbum Erstveröffentlichung: 1. Juli 2022             |

### EPs
| Jahr | Titel     | Höchstplatzierung, Gesamtwochen, AuszeichnungChartplatzierungen (Jahr, Titel, Platzierungen, Wochen, Auszeichnungen, Anmerkungen) | Höchstplatzierung, Gesamtwochen, AuszeichnungChartplatzierungen (Jahr, Titel, Platzierungen, Wochen, Auszeichnungen, Anmerkungen) | Höchstplatzierung, Gesamtwochen, AuszeichnungChartplatzierungen (Jahr, Titel, Platzierungen, Wochen, Auszeichnungen, Anmerkungen) | Höchstplatzierung, Gesamtwochen, AuszeichnungChartplatzierungen (Jahr, Titel, Platzierungen, Wochen, Auszeichnungen, Anmerkungen) | Höchstplatzierung, Gesamtwochen, AuszeichnungChartplatzierungen (Jahr, Titel, Platzierungen, Wochen, Auszeichnungen, Anmerkungen) | Anmerkungen                        |
| Jahr | Titel     | DE | AT | CH | UK | US | Anmerkungen                        |
| ---- | --------- | --- | --- | --- | --- | --- | ---------------------------------- |
| 2008 | Sun Giant | — | — | — | — | US170 (2 Wo.)US | Erstveröffentlichung: 30. Mai 2008 |

### Singles
| Jahr | Titel Album                                        | Höchstplatzierung, Gesamtwochen, AuszeichnungChartplatzierungen (Jahr, Titel, Album, Platzierungen, Wochen, Auszeichnungen, Anmerkungen) | Höchstplatzierung, Gesamtwochen, AuszeichnungChartplatzierungen (Jahr, Titel, Album, Platzierungen, Wochen, Auszeichnungen, Anmerkungen) | Anmerkungen                                                |
| Jahr | Titel Album                                        | UK | US | Anmerkungen                                                |
| --- | -------------------------------------------------- | --- | --- | ---------------------------------------------------------- |
| 2008 | White Winter Hymnal Fleet Foxes                    | UK77 Silber · (1 Wo.)UK | US— PlatinUS | Erstveröffentlichung: 21. Juli 2008 Verkäufe: + 1.200.000  |
| 2009 | Mykonos Sun Giant                                  | UK51 Gold · (6 Wo.)UK | — | Erstveröffentlichung: 26. Januar 2009 Verkäufe: + 400.000  |
| Folgende Lieder erschienen nicht als Single, wurden aber durch das Album zum Download und Streaming bereitgestellt und konnten somit eine Platzierung erlangen: |                                                    | | |                                                            |
| |                                                    | | |                                                            |
| 2009 | Love/Hate Letter To Alcohol Twelve Carat Toothache | — | US70 (1 Wo.)US | Charteinstieg: 18. Juni 2022 Post Malone feat. Fleet Foxes |

Weitere Singles
- 2008: The False Knight on the Road
- 2011: Helplessness Blues (Online)
- 2017: Fool’s Errand

## Auszeichnungen für Musikverkäufe
| Goldene Schallplatte - Belgien - 2011: für das Album Fleet Foxes - Europa (Impala) - 2009: für das Album Fleet Foxes - Vereinigte Staaten - 2025: für das Lied Blue Ridge Mountains | Platin-Schallplatte - Portugal - 2011: für das Album Helplessness Blues |

Anmerkung: Auszeichnungen in Ländern aus den Charttabellen bzw. Chartboxen sind in ebendiesen zu finden.
| Land/RegionAuszeichnungen für Musikverkäufe (Land/Region, Auszeichnungen, Verkäufe, Quellen) | Silber  | Gold     | Platin     | Verkäufe  | Quellen         |
| -------------------------------------------------------------------------------------------- | ------- | -------- | ---------- | --------- | --------------- |
| Belgien (BRMA)                                                                               | —       | Gold1    | —          | 15.000    | ultratop.be     |
| Europa (Impala)                                                                              | —       | Gold1    | —          | (100.000) | impalamusic.org |
| Portugal (AFP)                                                                               | —       | —        | Platin1    | 15.000    | Einzelnachweise |
| Vereinigte Staaten (RIAA)                                                                    | —       | 2× Gold2 | 2× Platin2 | 3.000.000 | riaa.com        |
| Vereinigtes Königreich (BPI)                                                                 | Silber1 | 2× Gold2 | Platin1    | 1.000.000 | bpi.co.uk       |
| Insgesamt                                                                                    | Silber1 | 6× Gold6 | 4× Platin4 |           |                 |